# 中津川亜月
中津川 亜月（なかつがわ あづき、2001年6月28日 - ）は、日本の陸上競技選手。専門は走幅跳と三段跳。

## 人物
静岡県浜松市出身。
浜松市立曳馬中学校に入学し、3年次の第38回東海中学校総合体育大会にて5m48を跳び優勝。
浜松市立高校に入学すると更に記録を伸ばし、2年次の東海高校総合体育大会にて、高校歴代10位、東海高校新記録となる6m23cmを跳んで優勝。
2020年推薦入試で横浜国立大学教育学部へ進学。

## 経歴

### 2016年
夏の全日本中学校陸上競技選手権大会に出場。

### 2017年
浜松市立高校に入学し、1年次の平成29年度全国高等学校総合体育大会4×100mRの3走メンバーとして出場。（準決勝敗退）
第72回国民体育大会の女子少年B走幅跳で6m00をマーク。6m00が二人となったため、他の跳躍記録により準優勝。
U18日本陸上競技選手権大会の女子走幅跳で5m97を跳び準優勝。

### 2018年
高校2年生の第65回東海高校対抗選手権（東海高校総合体育大会）（三重県・伊勢陸上競技場）女子走幅跳では4本目で高校歴代10位、東海高校新記録となる6m23をマークし優勝を飾る。

## 記録
走幅跳－6ｍ23cm(＋1.7ｍ)、高校歴代10位
三段跳び－12ｍ60cm

## 戦績
| 2016年8月  | 全日本中学校陸上競技選手権大会    | 走幅跳          | 9位  |
| 2017年2月  | U18日本室内陸上競技大会           | 走幅跳          | 3位  |
| 2017年10月 | えひめ国体陸上                    | 少年女子B走幅跳 | 2位  |
| 2017年10月 | U18日本陸上競技選手権             | 女子走幅跳      | 2位  |
| 2018年2月  | U20日本室内陸上競技大会           | 走幅跳          | 優勝 |
| 2018年6月  | 日本陸上競技選手権大会            | 走幅跳          | 6位  |
| 2018年7月  | 第3回ユースオリンピックアジア予選 | 走幅跳          | 優勝 |
| 2018年8月  | 全国高校総体                      | 走幅跳          | 4位  |
| 2018年8月  | 第6回全国高校陸上競技選抜大会     | 四段跳          | 2位  |
| 2018年10月 | 第3回ユースオリンピック           | 走幅跳          | 6位  |
| 2019年2月  | U20日本室内陸上競技大会           | 走幅跳          | 2位  |
| 2019年6月  | 日本陸上競技選手権大会            | 走幅跳          | 9位  |
| 2019年8月  | 全国高校総体                      | 走幅跳          | 5位  |
| 2019年8月  | 全国高校総体                      | 三段跳'         | 5位  |
| 2019年8月  | 第7回全国高校陸上競技選抜大会     | 四段跳          | 2位  |
| 2019年10月 | いばらき国体陸上                  | 少年A女子走幅跳 | 優勝 |
| 2019年10月 | いばらき国体陸上                  | 少年A女子三段跳 | 優勝 |
| 2019年10月 | U20日本陸上競技選手権             | 女子走幅跳      | 3位  |
| 2019年10月 | U20日本陸上競技選手権             | 女子三段跳      | 3位  |
| 2020年2月  | U20日本室内陸上競技大会           | 走幅跳          | 優勝 |